# William Hogg
William Hogg, né le 25 septembre 1972 à North York en Ontario (Canada), est un politicien canadien et professeur universitaire en études politiques à l’Université Bishop's. Il a également enseigné à l'Université McGill, l'Université de Sherbrooke et l'Université de Montréal.

## Biographie
Diplômé en science politique de l'Université d'Ottawa et de l'Université McMaster, William Hogg est connu à travers le Canada pour ses analyses sur la politique internationale dans les médias écrits et électroniques. Il a notamment été analyste des affaires internationales à la radio de Radio-Canada (anglais) de 2004-2006.  Il a écrit des articles et des chapitres de livre sur la politique étrangère du Québec, la politique de défense et de sécurité du Canada, le contrôle des armements et les conflits internationaux. Très actif dans sa communauté, il dirige les stagiaires internationaux à l’Université Bishop’s et a été membre du conseil d'administration de l'Association des Townshippers de 2007 à 2009.
Candidat pour le Parti libéral du Canada aux Élections fédérales canadiennes de 2008 dans Compton-Stanstead, au Québec. William Hogg est également connu pour son rôle déterminant dans le processus ayant conduit à la reconnaissance de la nation québécoise par la Chambre des communes du Canada en novembre 2006 (Voir références,,,,,,,,,: et ). En 2007, il publie une lettre ouverte avec Fabrice P. Rivault, l’instigateur de la résolution libérale reconnaissant la nation québécoise au sein du Canada, sommant le Premier ministre du Canada, Stephen Harper, de ne pas utiliser cette reconnaissance pour des fins partisanes.   
À la suite de la défaite du Parti libéral du Canada aux Élections fédérales canadiennes de 2008, et au lendemain de la démission du Chef libéral, Stéphane Dion, William Hogg annonce immédiatement son soutien à Michael Ignatieff et contribue activement à sa campagne pour devenir chef du Parti. 
Le 22 juillet 2009, à Coaticook, William Hogg a été investi comme candidat pour le Parti libéral du Canada dans Compton—Stanstead pour les prochaines élections fédérales.

## Ouvrages
- « Plus ça change...continuité, changement et culture dans les livres blancs sur la politique étrangère (1947-2005) », dans Stéphane Roussel (dir.) Culture stratégique et politique de défense - l'expérience canadienne, (Montréal: Athena, 2007).
- « Plus ça Change: Continuity, Change and Culture in Foreign Policy White Papers », International Journal, été 2004.
- Michel Fortmann, William Hogg, Catherine Jobin, « Le Canada et le contrôle des armemements dans les années 1990 », dans Serge Jaumain et Éric Remacle (dir.), Mémoire de guerre et construction de la paix, (PIE- Peter Lang, Bruxelles, 2006).
- « South Asia’s Embedded Conflict: Understanding the India-Pakistan Rivalry » (avec T.V. Paul), dans T.V. Paul, (dir.), The India-Pakistan Conflict: An Enduring Rivalry, (Cambridge University Press, 2005).
- « Controlling Weapons in Turbulent Times: Canada and the Future of the Conventional Armed Forces in Europe Treaty », International Journal, printemps 2004.